# ラヴァーボーイ (曲)
「ラヴァーボーイ」(Loverboy)は、アメリカ合衆国のシンガーソングライター、マライア・キャリーの楽曲。8枚目のスタジオ・アルバム『グリッター』に収録されており、先行シングルとしてもリリースされた。
Billboard Hot 100では最高位2位、チャートには14週留まった。

## 論争
「ラヴァーボーイ」にはキャメオの「キャンディ」がサンプリングに使われているが、元々はイエロー・マジック・オーケストラの「ファイアークラッカー」が使われる予定だった。しかし元夫のトミー・モトーラはその情報を聞きつけジェニファー・ロペスの「アイム・リアル」に「ファイアークラッカー」を先行して使用した。そのためにマライアは「ファイアークラッカー」をサンプリングに使うことができなかった。この件についてマライアは「トミーは離婚したことにもソニーから離れたことにも怒っていた。だから彼は彼の持つ力と繋がりのすべてを使って私を罰しようとした」と語っている。
その後「ファイアークラッカー」を使ったオリジナル・ヴァージョンは2020年のアルバム『レアリティーズ』で初公開されている。収録にあたっては改めてYMO側やメンバーの坂本龍一のオフィスに許諾申請を送ったことが2020年のインタビューで同じくメンバーの細野晴臣によって明かされている。

## 収録曲
1. ラヴァーボーイ
2. ラヴァーボーイ（リミックス）

## チャート成績

### 週間チャート
| チャート（2001年）               | 最高順位 |
| -------------------------------- | -------- |
| アメリカ（Billboard Hot 100）    | 2        |
| イギリス（全英シングルチャート） | 12       |